# Lust Lust Lust
Albums de The Raveonettes
Pretty in Black
(2005) Sometimes They Drop By
(2008)
Singles
1. Dead Sound
Sortie : 9 septembre 2007[1]
2. You Want the Candy
Sortie : 25 février 2008[2]
3. Blush
Sortie : 17 novembre 2008[3]
4. Aly, Walk with Me
Sortie : Promo Only[4]

Lust Lust Lust est le troisième album du duo danois The Raveonettes sorti le 12 novembre 2007 au Royaume-Uni, celui-ci a été entièrement enregistré par Sharin Foo et Sune Rose Wagner. L'album a reçu des critiques généralement positives.

## Liste des morceaux
Toutes les chansons sont écrites et composées par Sune Rose Wagner.
| No  | Titre               | Durée |
| --- | ------------------- | ----- |
| 1.  | Aly, Walk with Me   | 4:58  |
| 2.  | Hallucinations      | 2:59  |
| 3.  | Lust                | 3:38  |
| 4.  | Dead Sound          | 3:33  |
| 5.  | Black Satin         | 2:39  |
| 6.  | Blush               | 3:17  |
| 7.  | Expelled From Love  | 3:15  |
| 8.  | You Want the Candy  | 3:07  |
| 9.  | Blitzed             | 3:03  |
| 10. | Sad Transmission    | 3:08  |
| 11. | With My Eyes Closed | 2:36  |
| 12. | The Beat Dies       | 3:57  |

| 13. | Honey, I Never Had You | 3:10 |
| 14. | My Heartbeat's Dying   | 3:02 |
| 15. | Forever in Your Arms   | 2:53 |

| 13. | My Heartbeat's Dying   | 3:02 |
| 14. | Honey, I Never Had You | 3:10 |

| 13. | My Heartbeat's Dying              | 3:02 |
| 14. | Honey, I Never Had You            | 3:10 |
| 15. | Dead Sound (Pets On Prozac Remix) | 4:23 |

| 13. | My Heartbeat's Dying                  | 3:02 |
| 14. | Honey, I Never Had You                | 3:10 |
| 15. | Aly, Walk with Me (Obi Blanche Remix) | 3:45 |

| 1.  | Aly, Walk with Me    | 4:58 |
| 2.  | Hallucinations       | 2:59 |
| 3.  | Lust                 | 3:38 |
| 4.  | Dead Sound           | 3:33 |
| 5.  | Black Satin          | 2:39 |
| 6.  | Blush                | 3:17 |
| 7.  | Expelled From Love   | 3:15 |
| 8.  | My Heartbeat's Dying | 3:02 |
| 9.  | You Want the Candy   | 3:07 |
| 10. | Blitzed              | 3:03 |
| 11. | Sad Transmission     | 3:08 |
| 12. | With My Eyes Closed  | 2:36 |
| 13. | The Beat Dies        | 3:57 |